# Kartka

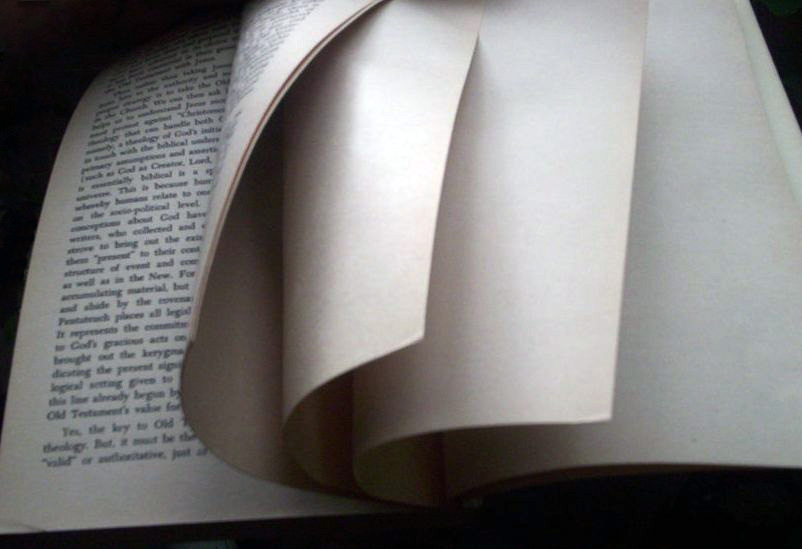
Kartki książki

Kartka (także: karta, arkusz) – część książki, gazety, czasopisma, zeszytu lub notesu. Najczęściej jest biała i prostokątna. Może być wykonana z papieru, pergaminu, welinu albo papirusu.
Jeśli jest czysta lub niezadrukowana to zwykle służy do pisania, rysowania lub drukowania.
Używana w wielu obszarach przemysłu, handlu, biurokracji, życia społecznego i codziennego ludzi, takich jak druk książek, czasopism i ulotek, prowadzenie korespondencji i dokonywania zapisków służbowych i prywatnych.
Kartka (a zwłaszcza strona) może stanowić jednostkę miary tekstu (np. ten rozdział ma/zawiera 20 kartek/stron maszynopisu). Należy jednak odróżniać strony od kartek (zwykle kartki mają dwie strony, zob. też model wstęgi Möbiusa).

## Inne rodzaje kartek
- kartka pocztowa
- kartka świąteczna
- kartki (reglamentacja towarów)
- żółta i czerwona kartka